# استوپینو
شهر استوپینو (به روسی: Ступино) در کشور روسیه و در اوبلاست مسکو واقع شده‌است.